# Teatrul Nou din Riga
Teatrul Nou din Riga (în letonă Jaunais Rīgas teātris) este un teatru din Riga, capitala Letoniei. A fost înființat în anul 1992. Are două săli: Lielā zāle și Mazā zāle cu o capacitate de 470 și respectiv 100 de locuri. Clădirea teatrului se află pe strada Lāčplēša nr. 25.

## Istoric
În acest loc s-a aflat începând din anul 1902 vechea clădire a Societății de ajutor reciproc a meșteșugarilor letoni din Riga (Rīgas latviešu amatnieku palīdzības biedrība) până în anul 1920, când a fost cedată pentru a fi demolată și a se construi clădirea Teatrului Dailes. În 1977 Teatrul Dailes s-a mutat într-o clădire nou construită pe strada Brīvības nr. 75, iar în vechea clădire s-a instalat Teatrul Tineretului până la închiderea sa în 1991. Primul director artistic al Teatrului Nou a fost Juris Rijnieks și din anul 1997 este Alvis Hermanis.
Mai mulți regizori letoni cunoscuți pe plan mondial precum Alvis Hermanis sau Viesturs Kairišs și-au început cariera la acest teatru.

## Foști actori
- Inga Alsiņa (2004—2017)
- Māris Andersons (1992—1996)
- Kārlis Anušēvics (1993—2012)
- Aurēlija Anužīte  (1997—2001)
- Maija Apine (1997—2017)
- Vija Artmane (1998—2000)
- Indra Briķe (1993—1995)
- Zane Daudziņa (1994—1997)
- Ģirts Ēcis (1997—2004)
- Dainis Gaidelis (1994—1997)
- Gatis Gāga (2004—2017)
- Milena Gulbe (1993—1997)
- Ints Jurjāns (1993—1997)
- Līga Karlivāne (1993—1997)
- Ģirts Krūmiņš (1996—2021)
- Māris Liniņš (1997—2004)
- Aīda Ozoliņa (1992—1993)
- Varis Piņķis (2004—2017)
- Rūdolfs Plēpis (1992—1993)
- Iveta Pole (2004—2017)
- Ieva Puķe (1994—1997)
- Regīna Razuma (1993—2023)
- Armands Reinfelds (1993—2004)
- Vigo Roga (1997—2005)
- Krišjānis Salmiņš (1994—1997)
- Edgars Samītis (2004—2017)
- Andis Strods (1997—2017)
- Liena Šmukste (2004—2017)
- Vita Vārpiņa (1993—1997)
- Toms Veličko (2017—2019)
- Agnese Zeltiņa (1999—2004)

## Actori actuali
- Gundars Āboliņš (din 2000)
- Baiba Broka (din 1997)
- Jana Čivžele (din 2004)
- Vilis Daudziņš (din 1997)
- Jānis Grūtups (din 2022)
- Čulpana Hamatova (din 2022)
- Toms Harjo (din 2022)
- Jevgēnijs Isajevs (din 2004)
- Andris Keišs (din 1997)
- Elita Kļaviņa (din 1993)
- Sandra Kļaviņa (din 1994)
- Ivars Krasts (din 2004)
- Agate Krista (din 2022)
- Kristīne Krūze (2007—2018, din 2022)
- Gerds Lapoška (din 2022)
- Marija Linarte (din 2018)
- Ritvars Logins (din 2022)
- Marta Lovisa (din 2022)
- Matīss Ozols (din 2022)
- Dāvids Pētersons (din 2022)
- Elvita Ragovska (din 2022)
- Jānis Skutelis (din 2022)
- Lolita Stūrmane (din 2022)
- Sabīne Tīkmane (din 2022)
- Inga Tropa (din 2014)
- Guna Zariņa (din 1997)
- Kaspars Znotiņš (din 1997)